# (11665) Dirichlet
(11665) Dirichlet (1997 GL28) – planetoida z grupy pasa głównego asteroid okrążająca Słońce w ciągu 5,91 lat w średniej odległości 3,27 j.a. Odkryta 14 kwietnia 1997 roku.